# Nogoa
Nogoa – rzeka w Queenslandzie w Australii. Razem z Comet daje początek rzece Mackenzie w pobliżu miejscowości Comet. Powierzchnia zlewni wynosi 27 705,9 km². Długość rzeki wynosi 569 km, a spadek 361 m. Przepływa m.in. przez miasto Emerald.
Nazwa została po raz pierwszy zapisana przez odkrywcę Thomasa Mitchella w 1846 roku, jednak nie podaje on jej etymologii.
Na południowy wschód od Emerald na Nogoi znajduje się zapora wodna Fairbairn Dam, która spiętrzając wody rzeki tworzy jezioro Maraboon.